# Rob’n’Raz

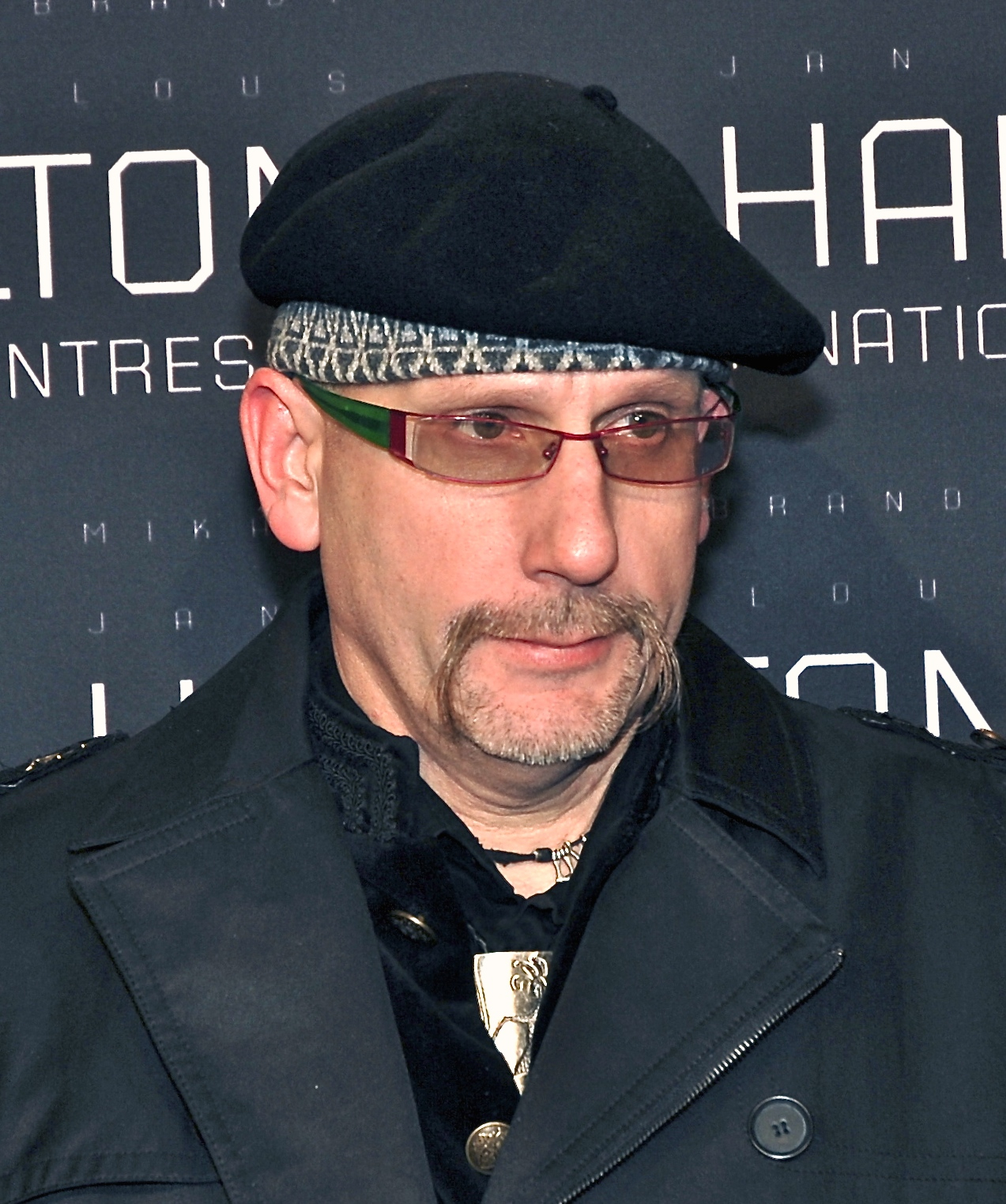
Rasmus Lindwall (2012)

Rob’n’Raz ist ein schwedisches Musikerduo, bestehend aus Robert „Rob“ Wåtz (* 3. Mai 1966) und Rasmus „Raz“ Lindwall (* 5. Juni 1967).

## Karriere
Nach einigen Jahren als DJs in den späten 1980er Jahren beschlossen Wåtz und Lindwall, selbst als Produzenten und Remixer tätig zu werden. Sie produzierten den schwedischen Reggae-Popsänger Papa Dee und konnten damit in ihrem Heimatland Aufmerksamkeit erregen. Danach produzierten sie die ersten beiden Singles der Newcomerin Leila K.: Got to Get und Rok the Nation konnten sich dann europaweit in den Charts platzieren, das dazugehörige Album Rob’n’Raz Featuring Leila K von 1990 war ebenfalls ein Erfolg. Leila K. aber verließ das Projekt und ging zum Hitproduzenten Denniz PoP.
1993 hatten Rob’n’Raz einen Nummer-eins-Hit in den schwedischen Charts mit der Eurodance-Single In Command. Im selben Jahr präsentierten sie auf dem schwedischen Musiksender ZTV das Dancemusic-Magazin Clubhopping, woraufhin sie ein gleichnamiges Album veröffentlichten, auf dem die Sängerin Lutricia McNeal und der Rapper D-Flex mitwirkten. 
In den frühen 2000er Jahren gehörten Wåtz und Lindwall der Jury der Kinder-Castingshow Småstjärnorna an.

## Diskografie (Auswahl)

### Alben
| Jahr | Titel                    | Höchstplatzierung, Gesamtwochen, AuszeichnungChartplatzierungen (Jahr, Titel, Platzierungen, Wochen, Auszeichnungen, Anmerkungen) | Höchstplatzierung, Gesamtwochen, AuszeichnungChartplatzierungen (Jahr, Titel, Platzierungen, Wochen, Auszeichnungen, Anmerkungen) | Höchstplatzierung, Gesamtwochen, AuszeichnungChartplatzierungen (Jahr, Titel, Platzierungen, Wochen, Auszeichnungen, Anmerkungen) | Höchstplatzierung, Gesamtwochen, AuszeichnungChartplatzierungen (Jahr, Titel, Platzierungen, Wochen, Auszeichnungen, Anmerkungen) | Höchstplatzierung, Gesamtwochen, AuszeichnungChartplatzierungen (Jahr, Titel, Platzierungen, Wochen, Auszeichnungen, Anmerkungen) | Höchstplatzierung, Gesamtwochen, AuszeichnungChartplatzierungen (Jahr, Titel, Platzierungen, Wochen, Auszeichnungen, Anmerkungen) | Anmerkungen                                   |
| Jahr | Titel                    | DE | AT | CH | UK | US | SE | Anmerkungen                                   |
| ---- | ------------------------ | --- | --- | --- | --- | --- | --- | --------------------------------------------- |
| 1990 | Rob’n’Raz Feat. Leila K. | — | AT27 (2 Wo.)AT | CH30 (2 Wo.)CH | — | — | SE14 (4 Wo.)SE | feat. Leila K.                                |
| 1992 | Clubhopping (The Album)  | — | — | — | — | — | SE14 (3 Wo.)SE | als Rob’n’Raz DLC                             |
| 1993 | Spectrum                 | — | — | — | — | — | SE14 (7 Wo.)SE | mit D-Flex, Lutricia McNeal Combination (DLC) |
| 1996 | Circus                   | — | — | — | — | — | SE20 (10 Wo.)SE | mit D-Flex                                    |

### Singles
| Jahr | Titel Album                                              | Höchstplatzierung, Gesamtwochen, AuszeichnungChartplatzierungen (Jahr, Titel, Album, Platzierungen, Wochen, Auszeichnungen, Anmerkungen) | Höchstplatzierung, Gesamtwochen, AuszeichnungChartplatzierungen (Jahr, Titel, Album, Platzierungen, Wochen, Auszeichnungen, Anmerkungen) | Höchstplatzierung, Gesamtwochen, AuszeichnungChartplatzierungen (Jahr, Titel, Album, Platzierungen, Wochen, Auszeichnungen, Anmerkungen) | Höchstplatzierung, Gesamtwochen, AuszeichnungChartplatzierungen (Jahr, Titel, Album, Platzierungen, Wochen, Auszeichnungen, Anmerkungen) | Höchstplatzierung, Gesamtwochen, AuszeichnungChartplatzierungen (Jahr, Titel, Album, Platzierungen, Wochen, Auszeichnungen, Anmerkungen) | Höchstplatzierung, Gesamtwochen, AuszeichnungChartplatzierungen (Jahr, Titel, Album, Platzierungen, Wochen, Auszeichnungen, Anmerkungen) | Anmerkungen                                                                     |
| Jahr | Titel Album                                              | DE | AT | CH | UK | US | SE | Anmerkungen                                                                     |
| ---- | -------------------------------------------------------- | --- | --- | --- | --- | --- | --- | ------------------------------------------------------------------------------- |
| 1989 | Got to Get Rob’n’Raz Feat. Leila K.                      | DE3 (19 Wo.)DE | AT3 (15 Wo.)AT | CH3 (25 Wo.)CH | UK8 (14 Wo.)UK | US48 (11 Wo.)US | SE10 (3 Wo.)SE | feat. Leila K.                                                                  |
| 1990 | Rok the Nation Rob’n’Raz Feat. Leila K.                  | DE21 (15 Wo.)DE | — | CH13 (10 Wo.)CH | UK41 (3 Wo.)UK | — | SE3 Gold · (6 Wo.)SE | feat. Leila K.                                                                  |
| 1991 | Bite the Beat Clubhopping (The Album)                    | — | — | — | — | — | SE14 (5 Wo.)SE | als Rob’n’Raz DLC                                                               |
| 1992 | Clubhopping Clubhopping (The Album)                      | — | — | — | — | — | SE13 (5 Wo.)SE | als Rob’n’Raz DLC                                                               |
| 1992 | Dancing Queen ABBA – The Tribute                         | — | — | — | — | — | SE31 (2 Wo.)SE | Autoren: Björn Ulvaeus, Benny Andersson als Rob’n’Raz DLC, Original: ABBA, 1976 |
| 1993 | In Command Clubhopping (The Album)                       | — | — | — | — | — | SE1 Gold · (17 Wo.)SE |                                                                                 |
| 1994 | Power House Spectrum                                     | — | — | — | — | — | SE12 (12 Wo.)SE |                                                                                 |
| 1996 | Whose Dog Is Dead? (Someone’s Sleeping in My Bed) Circus | — | — | — | — | — | SE16 (7 Wo.)SE | Rob’n’Raz Circus                                                                |
| 1996 | Take a Ride Circus                                       | — | — | — | — | — | SE8 (12 Wo.)SE | Rob’n’Raz Circus                                                                |
| 1996 | Throw Your Hands in the Air Circus                       | — | — | — | — | — | SE31 (4 Wo.)SE | Rob’n’Raz Circus mit D-Flex                                                     |
| 2007 | My Girl                                                  | — | — | — | — | — | SE22 (5 Wo.)SE |                                                                                 |

Weitere Singles
- 1988: Competition Is None (feat. Papa Dee)
- 1989: Microphone Poet (feat. Papa Dee)
- 1990: Just Tell Me (feat. Leila K.)
- 1992: Love You Like I Do
- 1993: Big City Life (mit DLC)
- 1994: Du ska va gla / Jag skiter (feat. Uggla)
- 1995: Mona Lisa (feat. D-Flex)
- 2005: The Snake (feat. Loreen)